# 苯乙酮肟
苯乙酮肟是一种有机化合物，化学式为C8H9NO。它可由苯乙酮和盐酸羟胺在乙酸钠存在下反应得到。在四氯化钛催化下，它可以发生重排反应，得到乙酰苯胺。它和二氧化氮反应，可以得到苯乙酮。